# Death to the Supermodels
Death to the Supermodels es una película estrenada en noviembre de 2005, dirigida por Joel Silverman y está protagonizada por Jaime Pressly, Brooke Burns, Taylor Negron, Matt Winston y Diane Delano. 

## Argumento
Un pequeño grupo de supermodelos van de viaje a una isla tropical para una sesión fotográfica. Al principio se ve un viaje de placer y comodidad para las supermodelos luego aparece un desconocido y misterioso sujeto, el cual comienza matando a las bellas supermodelos, una a una. 